# 한국경주마생산자협회
한국경주마생산자협회는 경주마 개량 증식에 의한 자질향상, 생산·유통의 개선도모와 경마의 건전한 발전과
재활용 목적으로 1995년 10월 11일 설립된 대한민국 농림수산식품부 소관의 사단법인이다. 사무실은 제주특별자치도 제주시 조천읍 교래리 865-1에 있다.

## 주요 사업
- 종마 도입에 관한 사항
- 종마의 사양 및 종부, 망아지의 육성 지도
- 경주마 생산에 필요한 물자의 구입 알선
- 경주마 경매사항의 설치 및 운영에 관련되는 사업
- 경주마의 번식․육성․유통의 개선 및 진료방역
- 경주마 생산관련 마필 공제사업
- 등록 대행사업